# Immanuelkirche (Kassel)

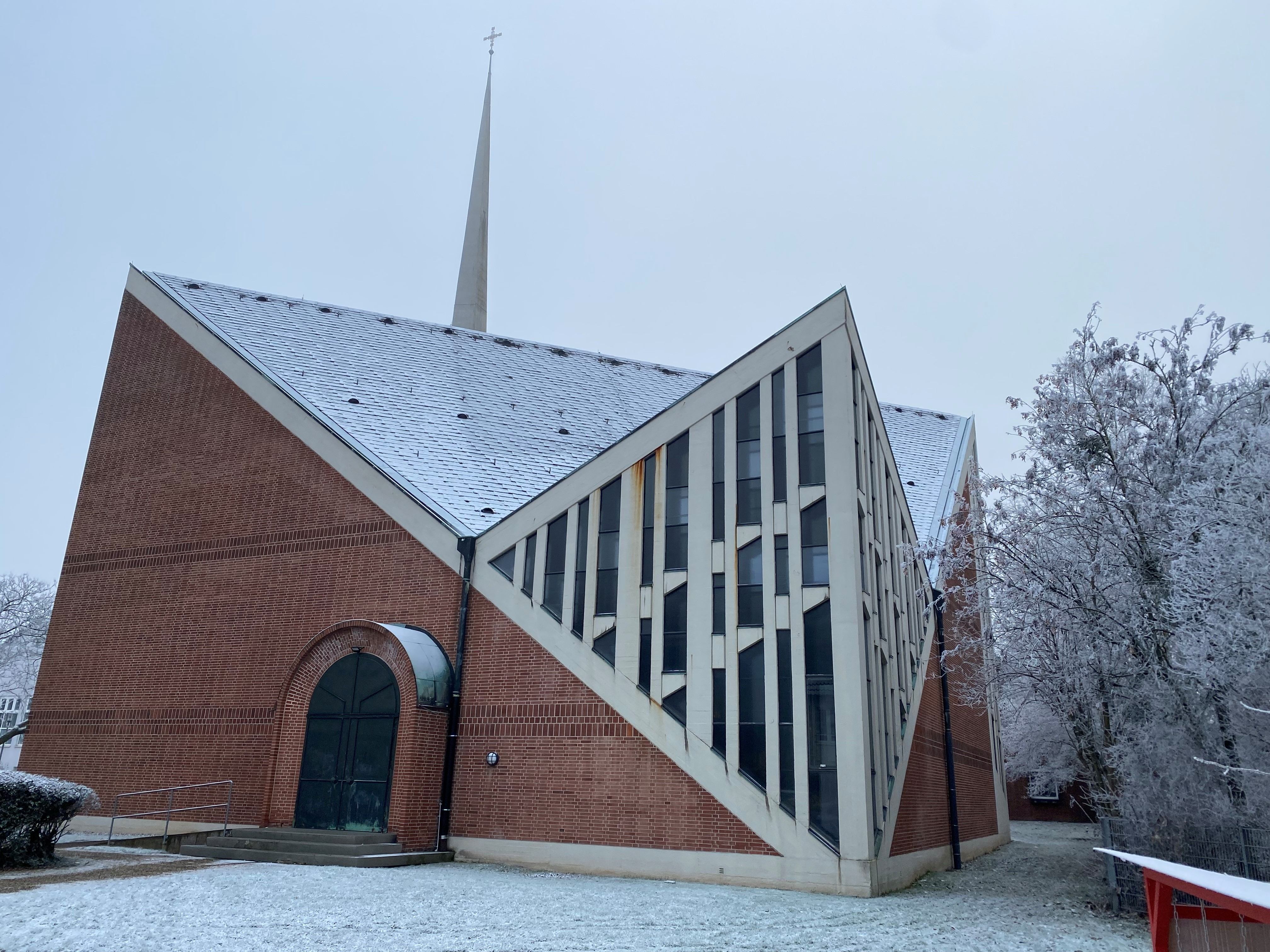
Außenansicht der Immanuelkirche im Winter. Im Hintergrund ragt der Kirchturm in den Himmel (2023)

Die Immanuelkirche Kassel ist ein Kirchengebäude im Ortsteil Forstfeld in Kassel (Hessen). Sie wurde von dem Architekten Olaf Andreas Gulbransson entworfen und nach dreijähriger Bauzeit am ersten Advent 1963 eingeweiht. Sie gehört zum Stadtkirchenkreis Kassel der Evangelischen Kirche von Kurhessen-Waldeck.

## Geschichte
Ab 1916 entstand im Westen Ochshausens ein Siedlungsgebiet, dessen Bewohner ihre Häuser weitgehend selbst bauten. 1932 wurde schließlich auf Kasseler Gebiet eine Nebenerwerbssiedlung in ähnlicher Weise angelegt, die Erlenfeldsiedlung. Das Ochshäuser Gebiet wurde später nach Kassel eingemeindet und der Erlenfeldsiedlung zugeordnet. Am 14. Dezember 1932 wurde das erste Gemeindehaus, ein schlichter Holzbau, eingeweiht. Schon zu dieser Zeit fanden Gottesdienste im Gemeindehaus statt. 1938 wurden die Diakoniestation Erlenfeld und 1948 ein Kindergarten eröffnet. Schon bald wurde eine Vergrößerung des Gemeindehauses bis hin zur Ausgestaltung einer Kirche beschlossen. Der Gesamtverband der evangelischen Kirchengemeinden sowie das Landeskirchenamt konnten allerdings keine Mittel für ein solches Bauvorhaben zur Verfügung stellen. So entstand, wie die Siedlung selbst, auch die Kirche in Eigenarbeit. Zahlreiche Gemeindemitglieder arbeiteten unentgeltlich am Bau der Kirche. Geschäftsleute, Handwerker und Fuhrunternehmer der Region halfen kostenlos oder zu sehr geringen Preisen. Das Diakonissenhaus stellte Kirchenbänke aus einer im Krieg zerstörten Kapelle zur Verfügung. So konnte das umgebaute Gemeindehaus am 3. Advent 1950 durch Bischof Adolf Wüstemann als Immanuelkirche eingeweiht werden.
1961 wurde der bekannte Architekt Olaf Andreas Gulbransson mit der Planung der neuen Immanuelkirche beauftragt und mit dem Bau begonnen; noch im selben Jahr starb Gulbransson bei einem Autounfall. Nach dreijähriger Bauzeit wurde die Kirche am 1. Advent 1963 in einem feierlichen Gottesdienst eingeweiht.

## Bauwerk
Wie ein riesiges Zelt erhebt sich das Kirchenschiff der Immanuelkirche. Das Spiel mit Formen, für das Gulbranssons Architektur bekannt ist, findet sich auch in der Immanuelkirche wieder. Der Eindruck, den die offene Zeltstruktur erweckt, soll an das Stiftszelt des Alten Testaments erinnern.

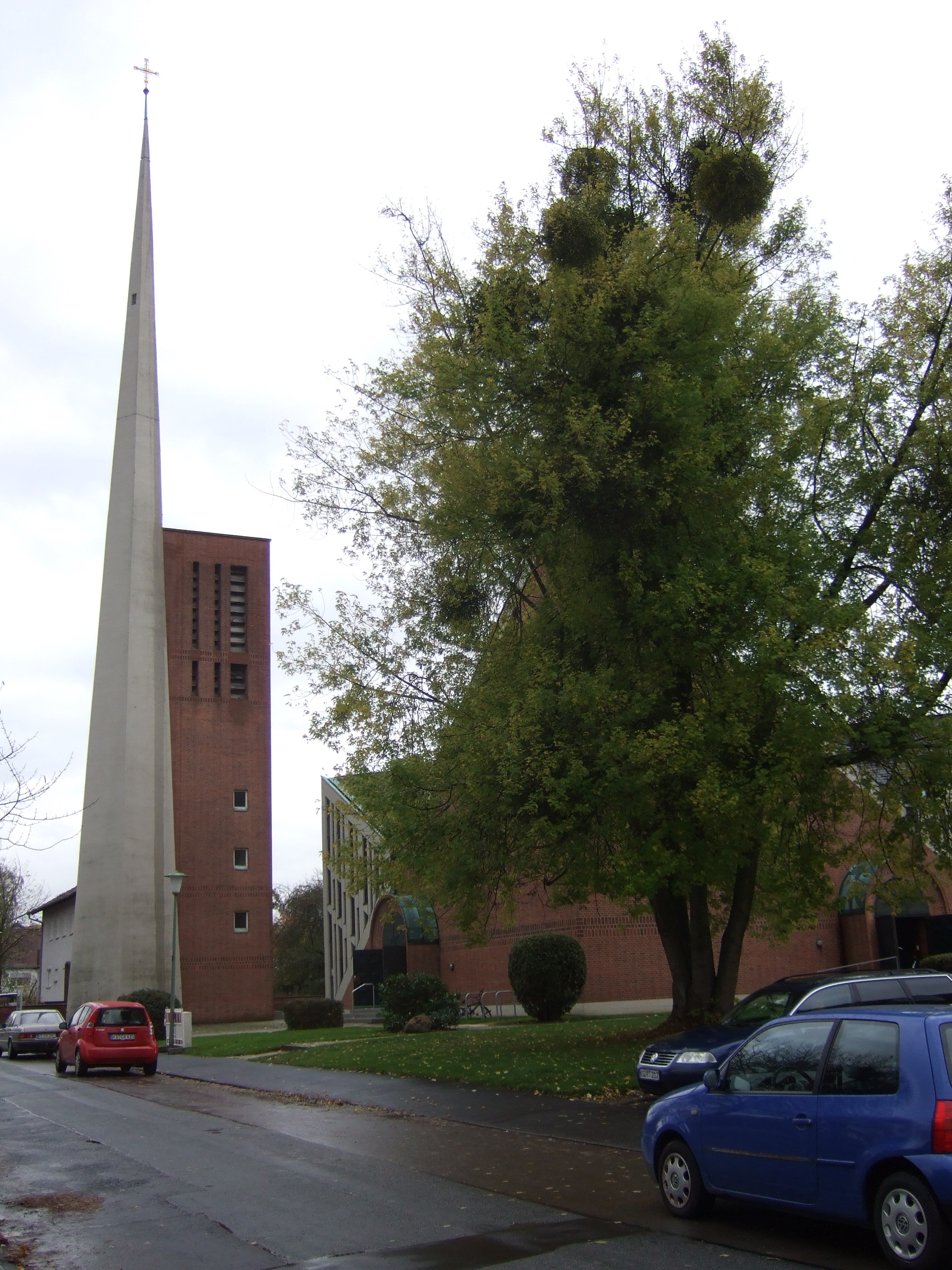
Kirchtürme der Immanuelkirche (2013)

Der Bau der Immanuelkirche weist ein Spiel der geometrischen Formen auf: Im Grundriss quadratisch, die Wände des Aufrisses dreieckig, dazu der Glockenturm auf fünfeckigem Grundriss, eine sechseckige Altarinsel und ein außen anschließender Sakristei-Anbau auf rundem Grundriss. Die vier Fassaden des zentralen Kirchenraums setzen sich jeweils aus zwei Dreiecken zusammen: ein größeres verklinkertes und ein kleineres, das aus Fenstern besteht. Dadurch ergibt sich ein auffälliges Satteldach mit higen Stichkappen, deren so gefaltete Dach- und Deckenkonstruktion in den Firstlinien ein Kreuz ausbilden.
Vom Kirchenschiff abgerückt stehen zwei freistehende Kirchtürme, die sich scheinbar aneinanderschmiegen, aber zwei voneinander getrennte Baukörper sind. Der eine Turm, ein niedriger verklinkerter Bau, der die Glocken beherbergt, der andere, ein 50 Meter hoher fünfeckiger, den ersten Turm überragender Betonbau. Er strebt in die Höhe und endet in einem bloßen Punkt, auf dem ein vergoldetes Kreuz thront. Dieser war zwar von Anfang an geplant, wurde aber erst später erbaut, weil er in der Einflugschneise des damaligen Waldauer Flugplatzes lag.

## Innengestaltung
Der Altarraum ist so konzipiert, dass Kanzel, Altar und Taufbecken zentral auf einer geraden Linie angeordnet sind. Predigt, Abendmahl und Taufe treten so als die drei wesentlichen Bestandteile des evangelischen Gottesdienstes in einer einfachen Klarheit in den Vordergrund. Der Altar, der in einer Ecke des quadratischen Grundrisses platziert ist, steht auf einem sechseckigen Steinpodest. Dahinter liegen die Kanzel und ein großes Buntglasfenster des Künstlers Hubert Distler, das je nach Lichteinstrahlung die Atmosphäre im Altarraum verändert. Im Vordergrund, weit in den Gemeinderaum gerückt, ist das Taufbecken platziert. Durch diese Anordnung wird eine Bewegung Gottes hin zur Gemeinde angedeutet.

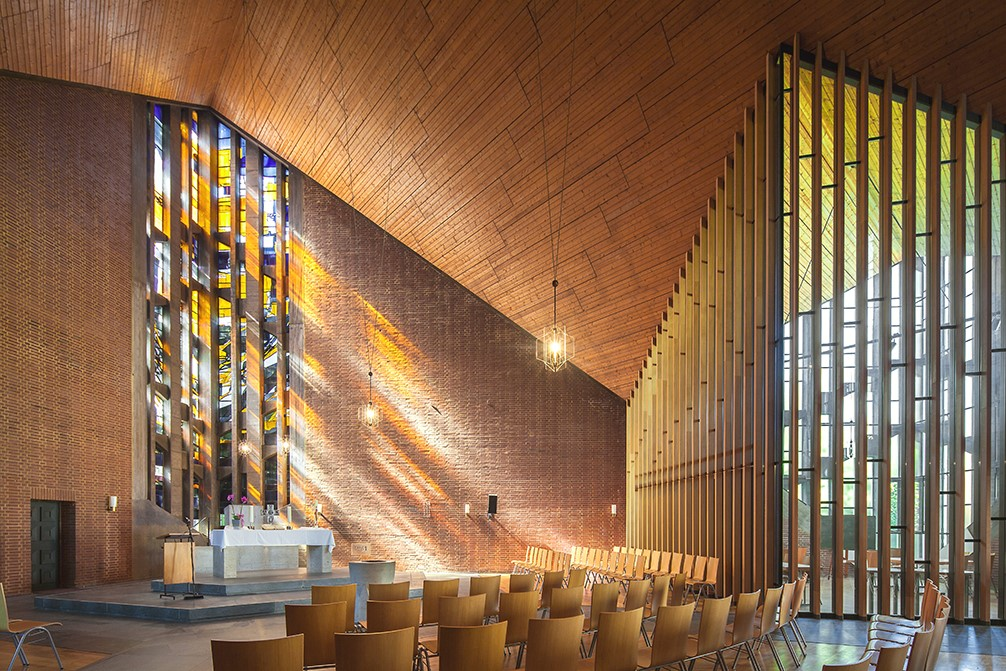
Altarraum der Immanuelkirche mit Buntglasfenster und den später eingebauten Kabinetten.

Das Lesepult und der Kerzenständer für die Osterkerze sind Dauerleihgaben der Martinskirche in Kassel. Unter dem Orgelbogen, der dem Altar gegenüber liegt, hängt eine Bilderreihe einer hiesigen Künstlerin, die die Schöpfung in sieben Tagen darstellt.

## Umbauten

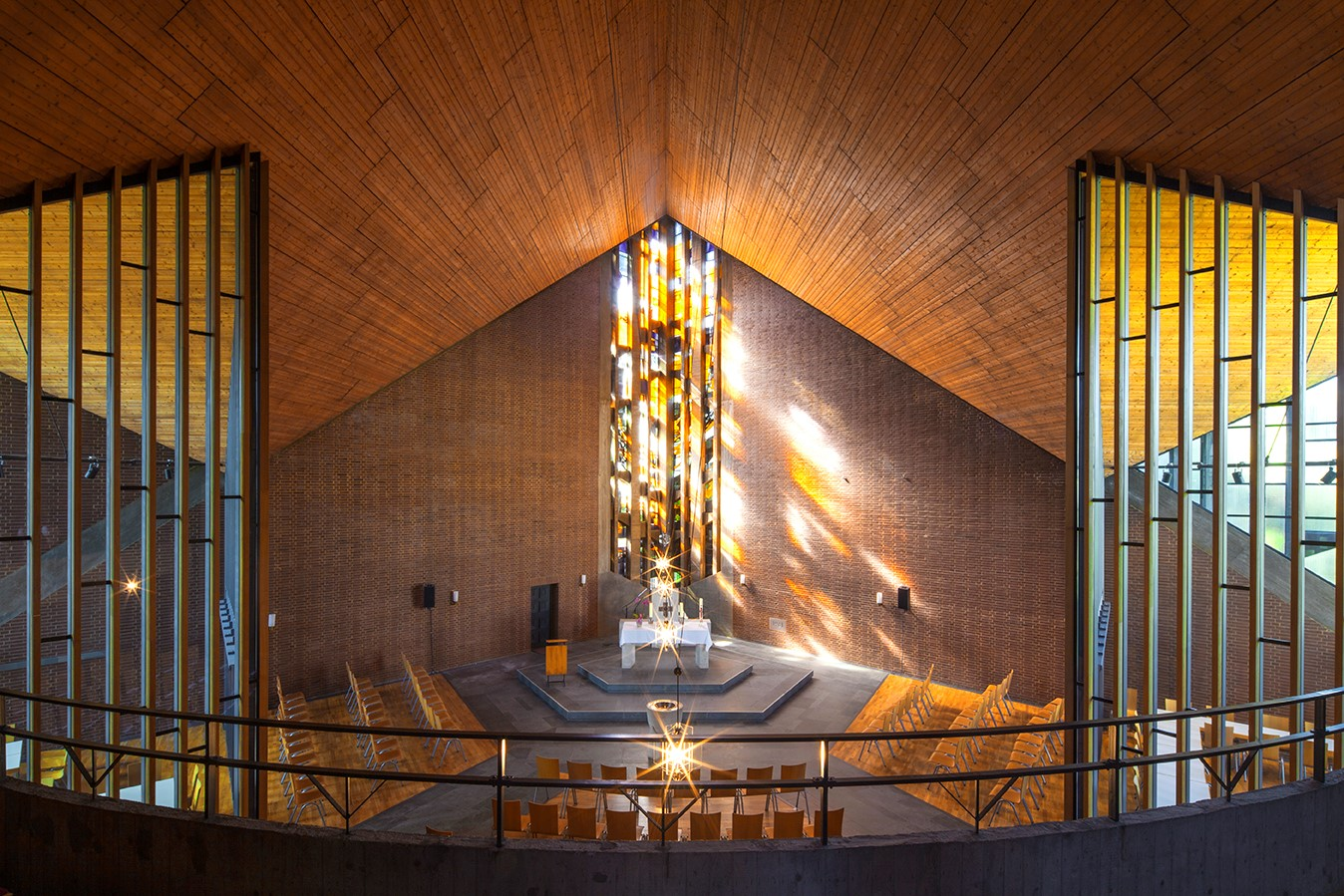
Der Altarraum der Immanuelkirche mit Sicht auf Kanzel, Altar und Taufbecken.

2012 bis 2014 wurde im Zuge von Strukturwandelprozessen innerhalb der Gemeindearbeit die Kirche umgebaut. Das Gemeindehaus wurde aufgegeben und die Gemeindearbeit in die Kirche hineingebracht. Dafür wurden zwei sogenannte Kabinette eingebaut, die den vorhandenen Stil aufnehmen und sich in die bestehende Architektur einfügen. So entstanden zwei Räume, die durch vertikal angeordnete Eichenlamellen, deren Zwischenraum verglast ist, abgetrennt, aber auch bei großen Gottesdiensten wieder geöffnet werden können. Die Planung ging aus einem Architektenwettbewerb hervor, der das Architekturbüro Atelier 30 aus Kassel auswählte. Das Bauprojekt wurde 2016 mit einem Preis der Wüstenrot Stiftung „Kirchengebäude und ihre Zukunft“, 2017 mit dem Architekturpreis „Auszeichnung vorbildlicher Bauten im Land Hessen“ unter dem Thema „Kostengünstiges Bauen – qualitätsvolle Lösung bei Neubau und Sanierung“ und 2018 mit dem „German Design Award“ ausgezeichnet, sowie 2016 im Buch Best architects 17 präsentiert.